# Theridion pallidulum
Theridion pallidulum là một loài nhện trong họ Theridiidae.
Loài này thuộc chi Theridion. Theridion pallidulum được Carl Friedrich Roewer miêu tả năm 1942.